# Johann VIII. von Maltitz
Johann VIII. von Maltitz (* um 1492 in Dippoldiswalde; † 30. November 1549 auf Schloss Stolpen) war von 1537 bis 1549 Bischof von Meißen.

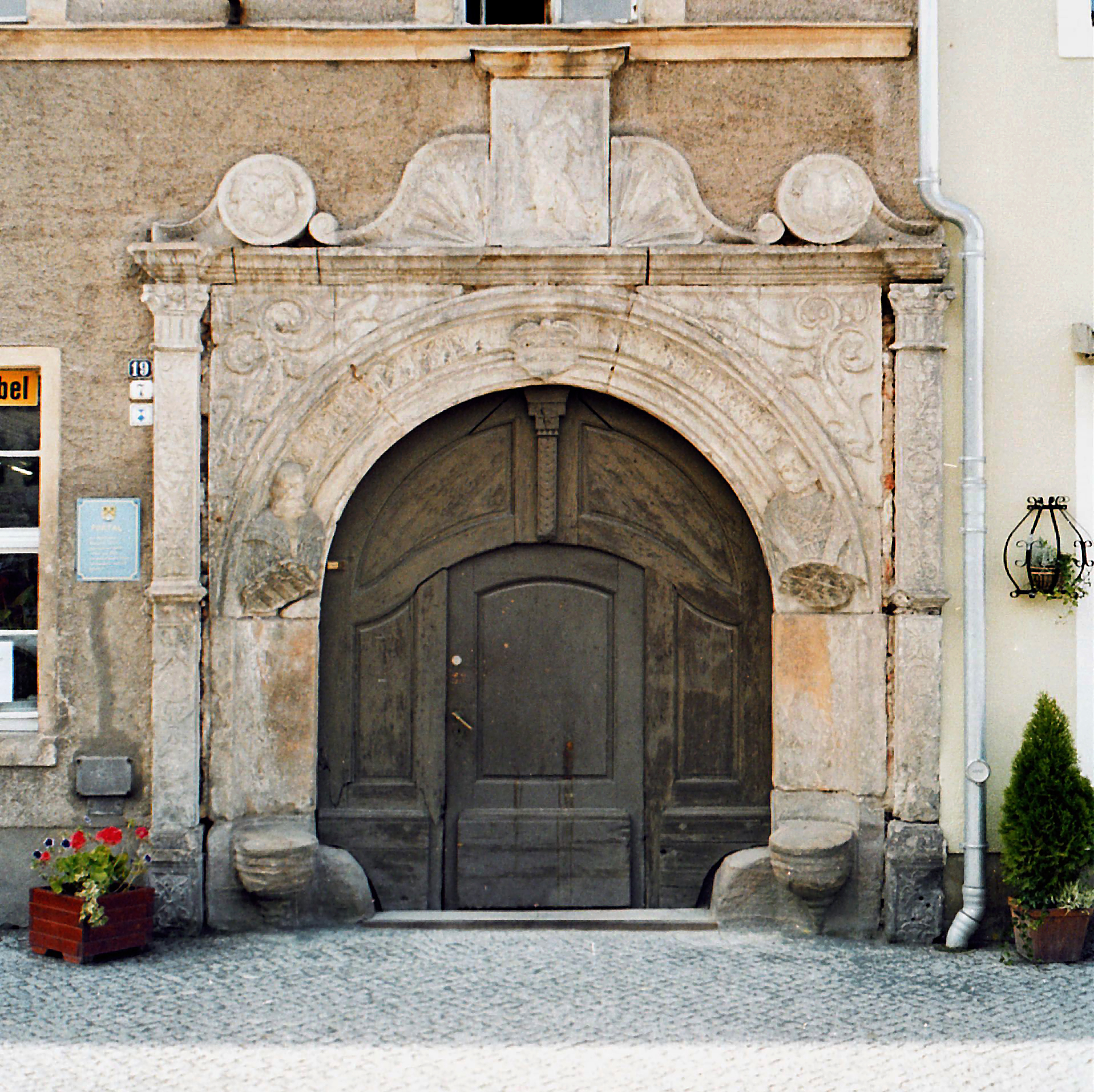
Portal des Portal Maltitzschen Hauses in Dippoldiswalde, Johanns Geburtshaus

## Leben

### Vor der Reformation in Sachsen
Johann VIII. stammte aus der Familie von Maltitz. Sein Vater Sigismund († 1525) war ein herzoglich-sächsischer Rat, Hofmarschall und Amtmann zu Schellenberg. Er residierte im Schloss Dippoldiswalde. Ihm gehörte Wendischbora und Colmnitz. Sigismund hatte zwei Söhne, Johann und Heinrich († 1570).
Im Anschluss an ein Grundlagenstudium in Leipzig konnte Johann VIII., wie schon viele seiner Vorfahren, ab 1513 ein vierjähriges Studium in Bologna absolvieren mit dem Schwerpunkt auf kirchenrechtliche Kenntnisse. Zurück in Sachsen nahm er 1519 an der Leipziger Disputation teil und fiel dort auf. Der Leipziger Theologe Petrus Mosellanus nannte Johann gegenüber seinem Freund Julius von Pflug „einen sehr guten Mann, den wir mit dir vergleichen können“. 1520 wurde Johann zum Priester geweiht. Kurz nach dem Erscheinen kaufte Johann sich den Urdruck von Martin Luthers Übersetzung des griechischen Neuen Testament, das Septembertestament. Sechs Wochen nachdem das Septembertestament in den Handel gekommen war, erließ Herzog Georg der Bärtige ein Edikt, das den Besitz dieses Buchs im albertinischen Sachsen verbot. Wer schon ein Exemplar besaß und es den Behörden ablieferte, sollte den Kaufpreis erstattet bekommen. Johann kam dem nach.
Johann VIII. war ein Cousin seines Vorgängers Johann VII. und stand ihm zuletzt als Koadjutor unterstützend zur Seite. Sie reisten zusammen nach Rom zur Heiligsprechung des Benno von Meißen am 31. Mai 1523 durch Papst Hadrian VI. 1527 wurde Johann VIII. zum Dekan (Kirche) des Meißner Domkapitels berufen. Nach dem Tod von Johann VII. am 13. Oktober 1537 wurde er schon am Folgetag zu seinem Nachfolger gewählt und im Februar 1538 vom Wiener Bischof Johann Fabri im Meißner Dom konsekriert.
Johann VIII. wehrte sich als Bischof gegen die Ausbreitung der Reformation. War dies unter Georg der Bärtigen noch Staatsräson änderte sich dies mit dem Tod des Monarchen. Georgs Sohn Johann war kränklich und starb kinderlos am 11. Januar 1537. Sein zweiter Sohn Friedrich war geistig behindert und starb noch vor dem Vater am 26. Februar 1539. Das albertinische Herzogtum Sachsen fiel an Georgs lutherisch gesinnten Bruder Heinrich.

### Ab 1539
Dieser wartete die Trauerfeierlichkeiten für den Bruder im Meißner Dom noch ab und entließ danach alle ehemaligen Räte Georgs. Johann VIII. erkannte aufgrund der absehbaren Veränderungen Handlungsbedarf. Er sandte Herzog Heinrich eine Erklärung, dass er in seinem Bistum eine umfassende Reformation vornehmen wolle. Heinrich möge von vorschnellen Veränderungen absehen. Dieser zeigte sich aber unbeeindruckt. Er begann sehr schnell, die Reformation in seinem Herrschaftsgebiet umzusetzen. Noch bevor die Veränderungen anfingen, hatte Bischof Johann eine Lehrschrift an Herzog Heinrich geschickt, die seine eigenen Reformabsichten beschreiben sollten: Eine Christliche Lere zu gründlichem und bestendigem unterricht des rechten Glaubens und eines gottseligen Wandels. Herzog Heinrich bestätigte den Empfang und versprach, die Schrift zu prüfen. Die Reformation schritt aber zu schnell voran, forciert von Herzog Heinrich, seinem Cousin Kurfürst Johann Friedrich und dem Wittenberger Theologenkreis. Bischof Johanns Werk fand keine Beachtung.
Schon kurz nach Amtsantritt veranlasste Heinrich der Fromme zusammen mit Friedrich dem Großmütigen und Johann Ernst von Sachsen-Coburg eine Visitation ihres Reiches. Alle Mitglieder der Kommission reisten nach Meißen, um ihre Forderungen zu übergeben. Auf Befehl von Heinrich dem Frommen wurde dabei auch das erst 1524 aus Marmor gefertigte Grab des heiligen Benno im Meißner Dom zerstört. Bischof Johann hatte zuvor noch die Reliquien entnommen und nach Stolpen schaffen lassen. Mit der Zerstörung des Grabes hörten auch die Messen im Dom auf. Sie waren „ernstlich vorbotten vnd vndersagt“.
Bischof Johann zog sich auf seine Residenz Burg Stolpen zurück. Er beklagte sich gegenüber Herzog Heinrich, dass „in den Religionssachen“ seinem Bistum „viel Neuerungen unordentlicher Weise und ganz eilende vorgenommen“ wurden. Er wandte sich auch direkt an Kaiser Karl V. Als Bischof von Meißen war er auch Reichsfürst und somit kein Untertan der sächsischen Herzöge. Die lutherischen Wettiner hinderten Bischof Johann allerdings wiederholt daran, zum Reichstag zu fahren. Sie akzeptierten den Fürstenstand Bischof Johanns nicht. Die Mahnung des Kaisers, Bischof Benno in Ruhe zu lassen, zeigten ebenso wenig Erfolg wie die Drohung mit Sanktionen.
Der Tod von Bischof Johanns direktem Widersacher Herzog Heinrich 1541 brachte für ihn keine Verbesserungen. Heinrichs Sohn Moritz von Sachsen setzte das Reformwerk des Vaters fort und vergrößerte noch die Anstrengungen zur Umsetzung. Zwischen 1542 und 1548 ließ Moritz den kompletten Domschatz beschlagnahmen und in seine Pretiosenkammer bringen. Bischof Johanns konnte sich kaum noch wehren: Er konnte sein Gebiet um Stolpen nicht mehr verlassen. Damit fehlte er auch auf wichtigen Reichstagen 1543 in Nürnberg und 1544 in Speyer. 1545 hätte er wieder reisen dürfen. Unterließ es aber aus Angst, dass in Zwischenzeit sein Land besetzt würde.
Die Randlage des Stolpener Besitzes, der neben Sachsen auch an die damals böhmische Oberlausitz und an das Königreich Böhmen grenzte, war für den Sächsischen Herzog attraktiv. Er bedrängte den Bischof weiter und erzwang 1545 einen Vertrag mit ihm. Damit durfte der Herzog die Wälder des Stifts und die Jagd in der Pflege Stolpen übernehmen. Johann beschwerte sich im Januar 1546, dass er nur unter Protest dieser Vereinbarung zugestimmt hatte. Als Reaktion darauf untersagte der Herzog all seinen Untertanen, die sich im Bereich Stolpen aufhalten, die Kelchkommunion.
Bischof Johann lebte die folgenden gut drei Jahre in Stolpen wie im Exil. Zwar war er noch amtierender Bischof von Meißen. Allerdings war er auch aus allen Beratungs- und Entscheidungsgremien ausgeschieden und in die Abhängigkeit des sächsischen Fürsten geraten.
Bischof Johann starb am 3. November 1549. Er war der erste Bischof, der nicht im Meißner Dom bestattet wurde. Er liegt in der Stadtkirche von Stolpen begraben. Sein Epitaph im Meißner Dom ist durch Zeichnungen um 1750 bekannt. Ein nahezu identisches Epitaph befand sich in der Stadtkirche von Stolpen. Beide sind heute nicht mehr erhalten.

## Katechismus
Um die Umbrüche der Reformation aktiv mitzugestalten, veröffentlichte Johann VIII. im Juni 1539 einen eigenen Katechismus mit dem Titel „Ein Christliche Lere zu gründlichem und bestendigem unterricht des rechten Glaubens und eines gottseligen Wandels“. Mit daran gearbeitet haben wahrscheinlich der Humanist, Theologe und Luthergegner Johannes Cochläus und Julius von Pflug. Der Katechismus besteht aus zwei Teilen. Im ersten Teil „Des Christlichen glaubens Gründtlicher vnterricht“ erklärt Bischof Johann das Apostolische Glaubensbekenntnis. Der zweite Teil enthält eine „Gemeine lere von dem Gesetz Gottes“ und „Der zehen gebot Gottes Gründtliche erklerung“.
Vom Katechismus ist heute noch die handschriftliche Reinschrift erhalten. Sie hat einen Umfang von 97 beidseitig beschriebenen Seiten im Folioformat (21 × 33 Zentimeter). Das Werk befindet sich im Ernestinisches Gesamtarchiv im Hauptstaatsarchiv Weimar. Julius von Pflug, Benno von Heynitz und Heinrich von Bünau († 1554) übergaben die Schrift in Wurzen an Herzog Heinrich, der sie wiederum an seinen Cousin Kurfürst Johann Friedrich weiterreichte. Letzterer forderte Martin Luther, Justus Jonas und Caspar Cruciger auf, das Werk zu begutachten. Diese schrieben ihre Bemerkungen gleich an den Rand.
Der Katechismus erlebte auch zwei Druckauflagen, im Juni 1541 und 1542. Dafür wurde der handschriftliche Text teilweise leicht geglättet, der eigentliche Textbestand blieb jedoch gleich. Die zweite Auflage ist inhaltlich identisch, nur wurde das Papierformat geändert, die Titelseite war zweifarbig gestaltet und es wurden 14 Holzschnitte hinzugefügt. Da der Druck katholischer Bücher unter Herzog Heinrich verboten war, musste das Buch bei Franz Behem  in Regensburg gedruckt werden.
Mit Erscheinen der zweiten Auflage entstand in Wittenberg eine Diskussion zur Verfasserfrage. Der Pirnaer Superintendent Anton Lauterbach wies Martin Luther auf das Werk hin. Dieser befand daraufhin, dass der Katechismus von Julius von Pflug verfasst worden wäre. Dieser hat sicher am Werk mitgearbeitet, es aber nicht allein verfasst. Allerdings übernehmen einige Schriften des späteren Bischofs von Naumburg große Teile des Katechismus'.
Das Urteil der Reformatoren über den Katechismus fiel sehr negativ aus. Er sei ein Meißner „Pfaffengedicht“, das sich mit fremden Federn schmücke und der katholischen Irrlehre mit gestohlener Sprache einen reformatorischen Anstrich zu geben versuche. Bischof Johann war tatsächlich in den Sprachformen und Argumentationsmustern den Wittenberger Vorbildern gefolgt. Er äußerte sich in seiner Schrift sehr vorsichtig, zog zur Begründung immer die Bibel heran und sparte Reizthemen aus. So kommen die umstrittenen Themen Priesterehe, Abendmahl unter beiderlei Gestalt, Messen außerhalb des Gemeindegottesdienstes und die Ablassfrage nicht zur Sprache.
Letztlich war der Katechismus durchgefallen, weil ein Bischof kein Mithelfer der Reformation sein durfte. Dies war reichsweit nirgendwo gelungen. Damit blieb dem Werk eine angemessene Würdigung zu Johannes’ Lebzeiten verwehrt. Selbst innerkatholisch wurde sie kaum rezipiert.